# Tsaghkahovit (vattendrag)
Tsaghkahovit är ett vattendrag i Armenien. Det ligger i den nordvästra delen av landet, 60 kilometer norr om huvudstaden Jerevan.
Trakten runt Tsaghkahovit består i huvudsak av gräsmarker. Runt Tsaghkahovit är det ganska tätbefolkat, med 60 invånare per kvadratkilometer.